# Sidensjö kyrka

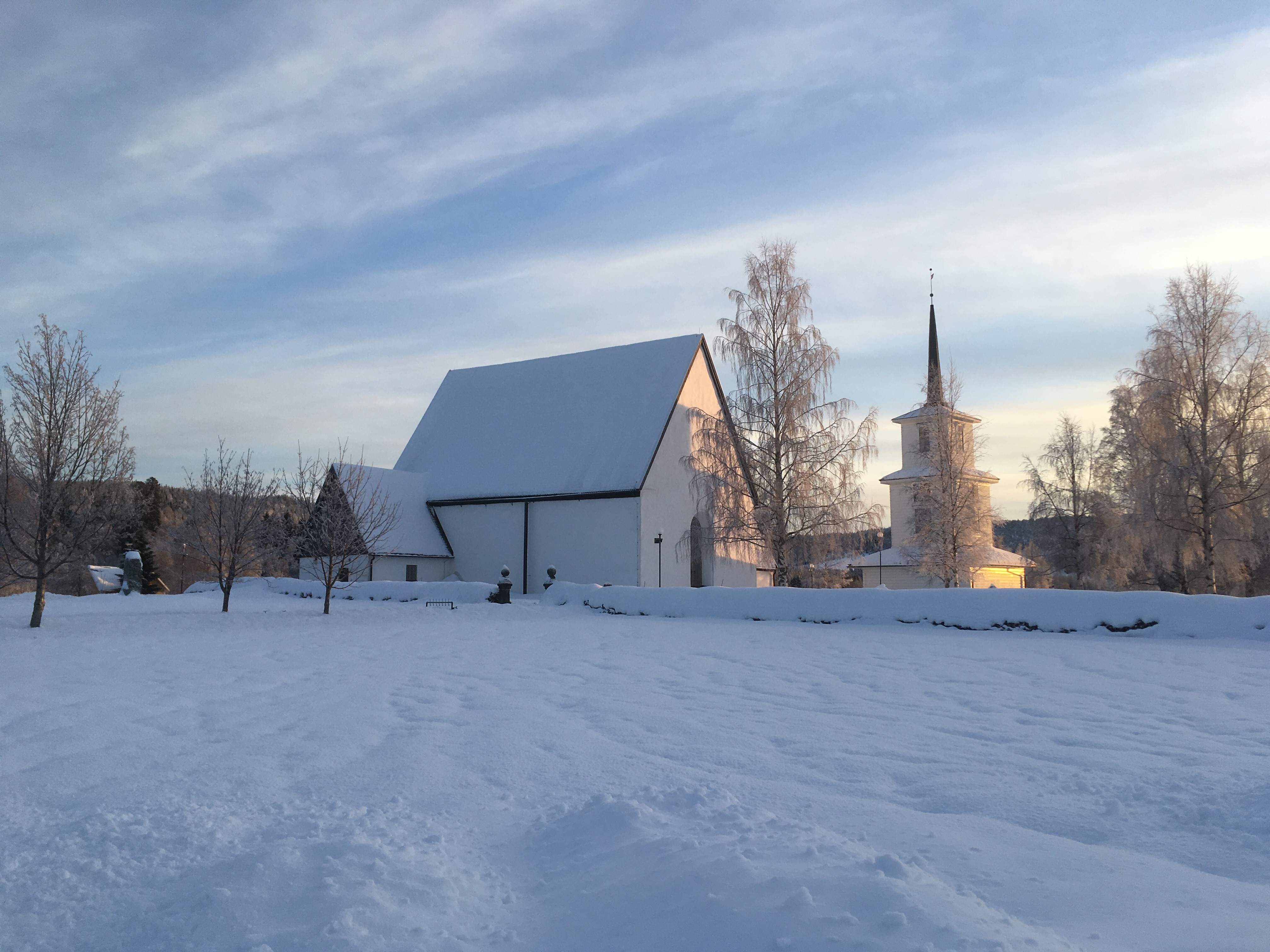
Sidensjö Kyrka i vinterskrud.

Sidensjö kyrka är en kyrkobyggnad i Sidensjö. Den är församlingskyrka i Sidensjö församling i Härnösands stift. Till kyrkoområdet hör även begravningsplats, begravningskapell och församlingshem.

## Kyrkobyggnaden
Kyrkan är en enkelskeppig stenbyggnad i romansk stil med fristående klockstapel i trä. Kyrkan uppfördes troligen under 1300-talet. Första sakristian på norra sidan uppfördes troligen under 1400-talet. Något senare samma århundrade tillkom vapenhuset på södra sidan. På 1400-talet försågs också innertaket med två stjärnvalv. Efter reformationen vid slutet av 1500-talet eller början av 1600-talet tillkom målningar på tak och valvbågar. Dessa målades sannolikt över år 1733 när kyrkan vitputsades invändigt. Nuvarande sakristia är av trä och byggdes någon gång i mitten av 1700-talet och ersatte en äldre sakristia av sten. Troligen byggdes sakristian 1742 av Erik Måberg och Jon Jonsson i Ödsbyn och målades röd 1750. Vid en omfattande restaurering 1929 togs kalkmålningarna fram.

## Inventarier
- Mässhake från slutet av 1500-talet. Gåva ifrån Ärkebiskop Abraham Angermannus, som föddes i Sidensjö ca. 1540.
- Predellans oljemålning bakom altaret är utförd 1950 av Torsten Nordberg.
- Ett triumfkrucifix är från 1500-talet och hängde tidigare i valvet.
- Predikstolen är tillverkad 1727 av Måns Gran i Härnösand.
- Orgeln[1] med 17 stämmor är tillverkad 1988 av orgelfirman Johannes Menzel Orgelbyggeri AB, Utansjö.

| Man I. Huvudverk C-g3 | Man II. Svällverk C-g3 | Pedal C-f1 | Koppel |
| --------------------- | ---------------------- | ---------- | ------ |
| Principal 8           | Gedackt 8              | Subbas 16  | II/I   |
| Rörflöjt 8            | Salicional 8           | Borduna 8  | II/P   |
| Oktava 4              | Principal 4            | Koralbas 4 | I/P    |
| Koppelflöjt 4         | Traversflöjt 4         |            |        |
| Oktava 2              | Nasat 2 2/3            |            |        |
| Mixtur III            | Waldflöjt 2            |            |        |
| Trumpet 8             | Ters 1 3/5             |            |        |
|                       | Tremulant              |            |        |